# Angelika Walser
Angelika Walser (* 1968 in Stuttgart) ist eine deutsche katholische Moraltheologin und Universitätsprofessorin an der Universität Salzburg.

## Leben
Von 1988 bis 1995 studierte sie katholische Theologie und Germanistik in Würzburg und München. Von 1995 bis 1998 war sie Religionslehrerin an Wiener Schulen, sowie freie Journalistin für verschiedene Printmedien und den Rundfunk. Sie war 1998 Stipendiatin der Studienstiftung des Deutschen Volkes und wurde mit der Dissertation „Schuldbewältigung in der Wendeliteratur. Ein Dialogversuch zwischen Theologie und Literatur“ promoviert.
In den Jahren 2002 bis 2003 war sie Assistentinnenvertretung am Institut für Moraltheologie an der Universität Wien, sowie von 2003 bis 2004 Vertretung am Institut für Systematische Theologie an der Universität Innsbruck.
Sie habilitierte sich 2013 im Fach Theologische Ethik an der Universität Wien.
Von 2013 bis 2015 war sie Professorin an der Kirchlichen Pädagogischen Hochschule Wien/Krems und Lehrbeauftragte an der Universität Salzburg.
Seit September 2015 lehrt sie als Universitätsprofessorin für Moraltheologie und Spirituelle Theologie an der Universität Salzburg.

## Umstrittene Positionen
Walser befürwortet als katholische Moraltheologin ein Recht auf Schwangerschaftsabbruch. Sie wirft der Kirche vor, "den Fokus allein auf das Lebensrecht des Embryos zu legen" und fordert einen "alternativen Zugang der katholischen Kirche zum Lebensschutz, der Frauen endlich in ihrer umfassenden sexuellen Selbstverantwortung wahrnimmt." Walser bezeichnete die Fristenregelung entsprechend als "hart erkämpfte ethische Kompromisslösung, die heute von niemandem mehr ernsthaft in Frage gestellt wird und berechtigterweise die letzte Entscheidungshoheit über ihren eigenen Körper Frauen selbst überlässt."

## Schriften (Auswahl)
- Schuld und Schuldbewältigung. Ein Dialogversuch zwischen Theologie und Literatur (= Theologie und Literatur. Band 12). Matthias-Grünewald, Mainz 2000, ISBN 3-7867-2237-4 (zugleich Dissertation, Würzburg 1998).
- als Herausgeberin mit Kurt Appel, Christian Danz, Richard Potz und Sieglinde Rosenberger: Religion in Europa heute. Sozialwissenschaftliche, rechtswissenschaftliche und hermeneutisch-religionsphilosophische Perspektiven (= Religion and transformation in contemporary European society. Band 1). V&R unipress, Göttingen 2012, ISBN 978-3-86234-941-8.
- Ein Kind um jeden Preis? Unerfüllter Kinderwunsch und künstliche Befruchtung. Eine Orientierung. Tyrolia, Innsbruck 2014, ISBN 3-7022-3332-6.
- als Herausgeberin mit Kurt Appell und Isabella Guanzini: Europa mit oder ohne Religion? Der Beitrag der Religion zum gegenwärtigen und künftigen Europa (= Religion and transformation in contemporary European society. Band 8). V&R unipress, Göttingen 2014, ISBN 3-8471-0320-2.
- In deiner Nähe geht es mir gut. Warum Freundschaften lebensnotwendig sind. Tyrolia, Innsbruck 2017, ISBN 3-7022-3585-X.
- als Herausgeberin: „Freundschaft“ im interdisziplinären Dialog. Perspektiven aus Philosophie, Theologie, Sozialwissenschaften und Gender Studies (= Salzburger theologische Studien. Band 58). Tyrolia, Innsbruck 2017, ISBN 978-3-7022-3615-1.